# 小行星7373
小行星7373（英語：7373 Stashis）是一颗围绕太阳公转的小行星。1979年8月27日，尼古拉·切爾尼赫在克里米亚发现了此天体。
这颗小行星的绝对星等为121.00100等。